# Sinobo Stadium
La Fortuna Arena, est un stade de football situé à Prague en Tchéquie.
Il s'agit du stade le plus moderne du pays, il accueille les matchs de l'équipe du SK Slavia Prague ainsi que ceux de l'Équipe de Tchéquie de football. Le stade a une capacité de 21 000 spectateurs.
Lors de l'édition 2011-2012 de la Ligue des Champions, il a accueilli les matchs à domicile du Viktoria Plzeň.

## Événements sportifs
- Supercoupe de l'UEFA 2013 ;
- Finale de la Ligue Europa Conférence 2023.

## Concerts
- Deux concerts du Rammstein Stadium Tour de Rammstein les 16 et 17 juillet 2019.

## Galerie

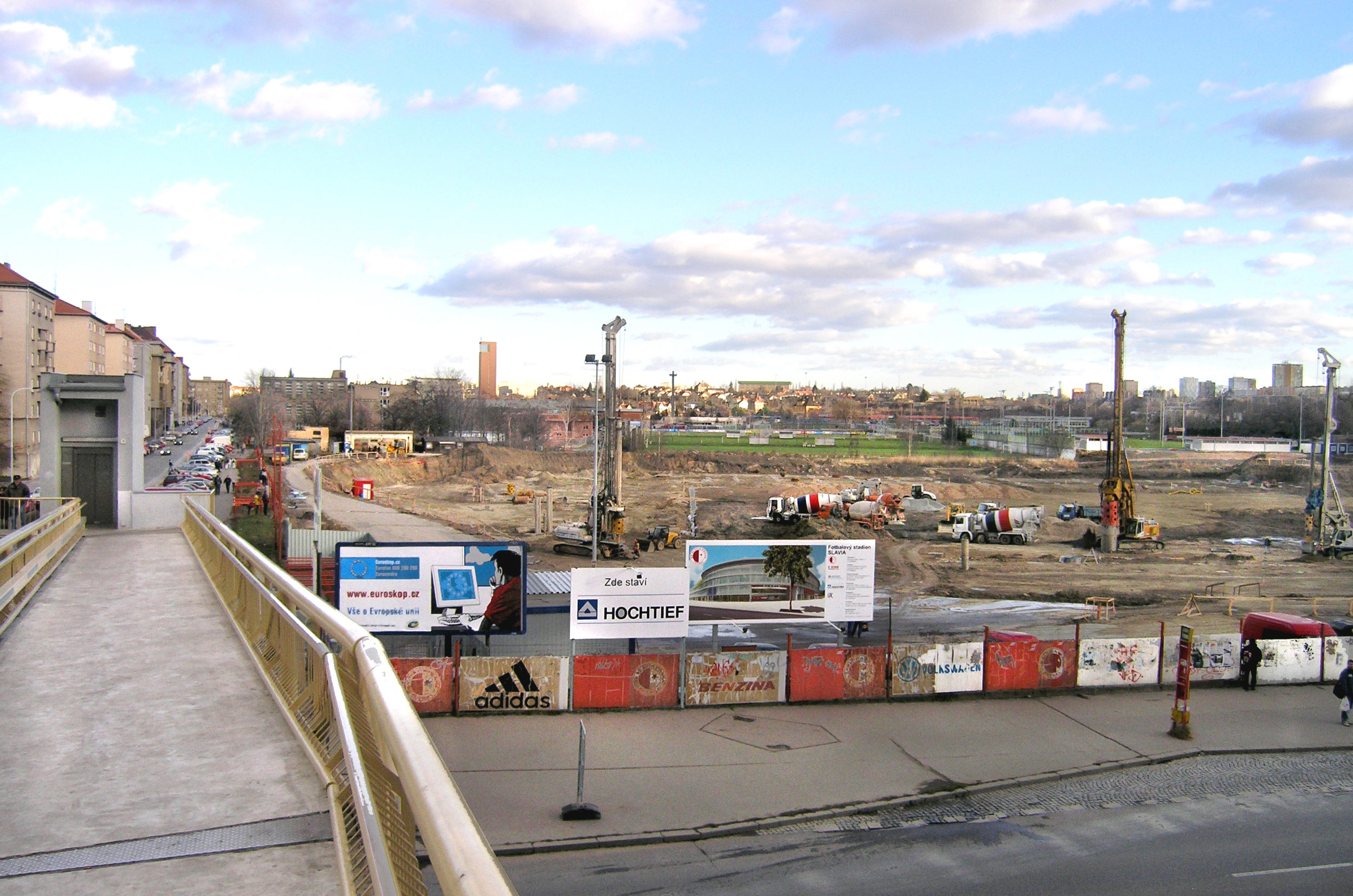
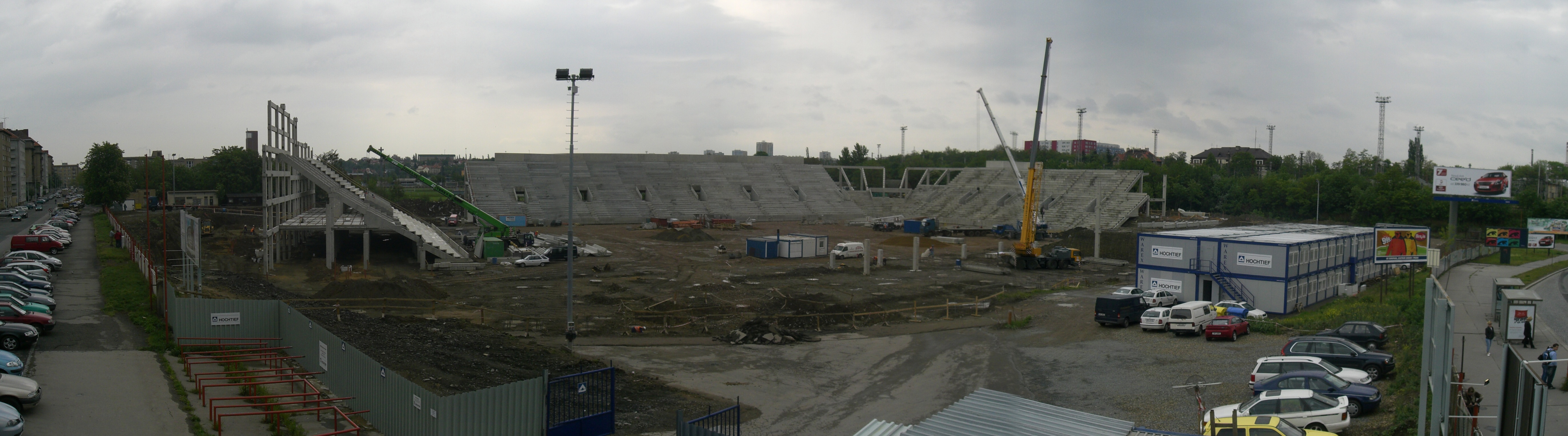
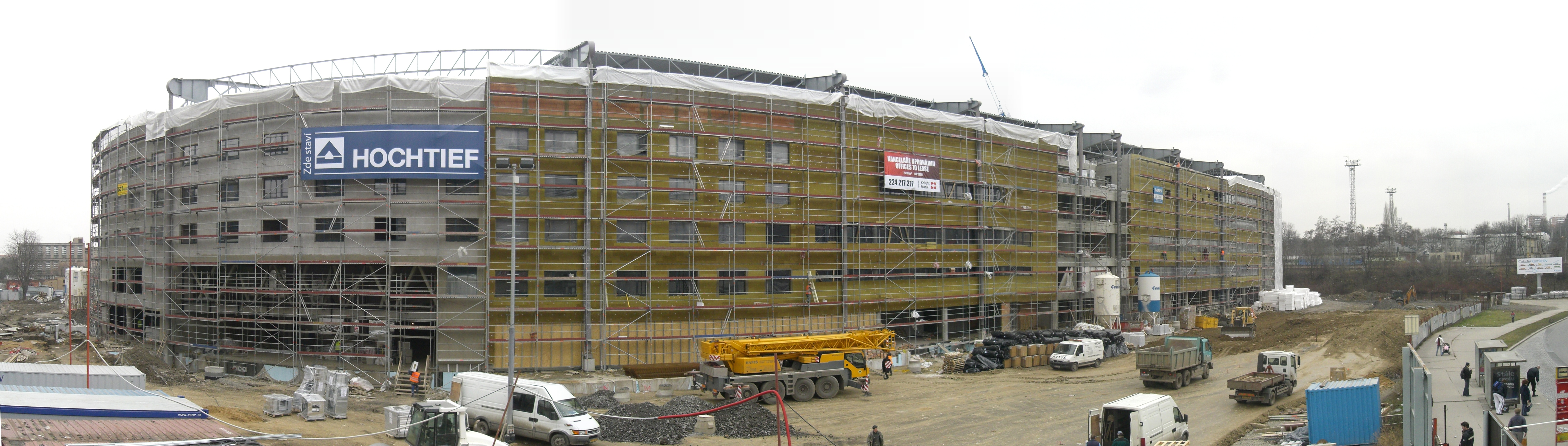